# Carasobarbus luteus
 Carasobarbus luteus és una espècie de peix cipriniforme de la família dels ciprínids. Es troba a la conca del riu Tigris (Iraq i Síria).